# Кирби (Вајоминг)
Кирби (енгл. Kirby) град је у америчкој савезној држави Вајоминг.

## Демографија
По попису из 2010. године број становника је 92, што је 35 (61,4%) становника више него 2000. године.
| Група             | 2000.      | 2010.      |
| Белци             | 52 (91,2%) | 88 (95,7%) |
| Афроамериканци    | 0 (0,0%)   | 0 (0,0%)   |
| Азијати           | 2 (3,5%)   | 0 (0,0%)   |
| Хиспаноамериканци | 4 (7,0%)   | 4 (4,3%)   |
| Укупно            | 57         | 92         |